# Baranophrys
Baranophrys discoglossoides
Ne doit pas être confondu avec Paranophrys.
Genre
Espèce
Baranophrys est un genre fossile d'amphibiens préhistoriques au statut taxonomique douteux. Une seule espèce est connue, Baranophrys discoglossoides.

## Présentation
L'espèce Baranophrys discoglossoides est attestée à Villány, en Hongrie, pendant l'époque du Pléistocène,.